# Semiz Ali Pacha
Pour les articles homonymes, voir Ali Pacha.
Semiz Ali Pacha était un homme d'État ottoman et a servi comme grand vizir de l'Empire ottoman entre 1561 à 1565. Auparavant, il était beylerbey de l'Égypte ottomane entre 1549 et 1554. Il est né en Bosnie et a remplacé Rüstem Pacha comme Grand vizir. Après des études au palais, il s'est acquitté de fonctions de haut niveau de l'Empire ottoman. 
À sa mort le 28 juin 1565, il fut remplacé par Sokollu Mehmed Pacha
Son épithète "Semiz» signifie «gras» en turc.